# Christophe (pel·lícula de 1999)
Christophe és una pel·lícula pornogràfica gai d'Hervé Bodilis estrenada el 1999.

## Sinopsi
El jove Christophe, de 25 anys, descobreix el plaer entre homes en trobades casuals.

## Repartiment
- Titof (Christophe)
- Franck Roy (Franck)
- Janos Volt (Attila)
- Andras Brandl (Tibor)
- Hervé Bodilis
- Léa

## Producció
Christophe és la primera pel·lícula pornogràfica gai totalment dedicada a l'actor bisexual Titof. L'escena amb Janos Volt prové d'una altra pel·lícula del mateix director rodada el mateix any, Permission à Paris (o Boys of Bastille). Com que l'actor era encara un principiant en el cinema pornogràfic gai, la pel·lícula aprofita per escenificar la iniciació d'un jove.
| « | Christophe d'Hervé Bodilis, documental veritable/fals, segueix els primers passos de Titof al cinema X gai. En general, la desfloració té un coeficient màxim de veritat en les pel·lícules pornogràfiques. | » |

La pel·lícula es va estrenar més tard sota el títol Titof dépucelé. Un crític de cinema va comparar l'estil d'aquesta evocació dels inicis de l'actor amb el de les obres del director Abbas Kiarostami. Hervé Bodilis rodaria altres pel·lícules amb Titof, aquest darrer evolucionant de paper secundari a protagonitzar una pel·lícula feta a mida per a ell amb Titof and the College Boys (Bodilis, 2006).